# Shannonomyia phragmophora
Shannonomyia phragmophora är en tvåvingeart som beskrevs av Alexander 1937. Shannonomyia phragmophora ingår i släktet Shannonomyia och familjen småharkrankar.
Artens utbredningsområde är Kuba. Inga underarter finns listade i Catalogue of Life.